# Liste der Kulturdenkmale in Goesdorf
In der Liste der Kulturdenkmale in Goesdorf sind alle Kulturdenkmale der luxemburgischen Gemeinde Goesdorf aufgeführt (Stand: 27. September 2022).

## Kulturdenkmale nach Ortsteil

### Bockholtz
| Bild                                               | Bezeichnung                                        | Lage                   | Beschreibung                                    | Stufe | Eingetragen seit  |
| -------------------------------------------------- | -------------------------------------------------- | ---------------------- | ----------------------------------------------- | ----- | ----------------- |
| Bauernhof („Ferme d’Huart“) mit Wohnhaus und Platz | Bauernhof („Ferme d’Huart“) mit Wohnhaus und Platz | 4, am Aale Wee (Karte) | geschützt ist auch die unbewegliche Ausstattung | IS    | 5. September 1999 |

### Büderscheid
| Bild           | Bezeichnung                                 | Lage                | Beschreibung | Stufe | Eingetragen seit |
| -------------- | ------------------------------------------- | ------------------- | ------------ | ----- | ---------------- |
| Weitere Bilder | Kirche Notre Dame Consolatrice des Affligés | Duerfstross (Karte) |              | PCN   | 1. August 2022   |

### Goesdorf
| Bild                 | Bezeichnung                       | Lage                             | Beschreibung | Stufe | Eingetragen seit                       |
| -------------------- | --------------------------------- | -------------------------------- | ------------ | ----- | -------------------------------------- |
| Antimonmine          | Antimonmine                       | op der Minn (Karte)              |              | PCN   | 30. Juni 2017                          |
|                      | Bauernhof                         | 1, Um Knupp (Karte)              |              | PCN   | 12. Mai 2021                           |
| Weitere Bilder       | Kreuzerhöhungskirche und Friedhof | um Knupp/op der Virstadt (Karte) |              | PCN   | 5. Februar 2021 und 29. September 2021 |
|                      | Gebäude                           | 1, op der Tomm (Karte)           |              | IS    | 26. Januar 2018                        |
| ehemaliges Pfarrhaus | ehemaliges Pfarrhaus              | 2, Um Knupp (Karte)              |              | IS    | 1. Juni 2018                           |
|                      | ehemaliger Bauernhof              | 6, Moettelsergaass (Karte)       |              | IS    | 10. September 2018                     |

Legende: PCN – Immeubles et objets bénéficiant des effets de classement comme patrimoine culturel national; IS – Immeubles et objets inscrits à l’inventaire supplémentaire

## Quelle
- Liste des immeubles et objets beneficiant d’une protection nationales, Nationales Institut für das gebaute Erbe, Fassung vom 12. September 2022, S. 44 (PDF)

- Karte mit allen Koordinaten:
- OSM |
- WikiMap